# Бечири, Илирьян
Илирьян Бечири (макед. Илирјан Беќири; родился 5 марта 1968 года в Тетово, Социалистическая Республика Македония, СФРЮ) — македонский государственный деятель, бывший министр культуры Республики Македонии.

## Образование
Илирьян Бечири окончил в 1998 году факультет изобразительных искусств Университета в Тетово. В 2002 году получил степень магистра в Университете Приштины.
Владеет сербским, турецким и английским языками.

## Карьера
В 1998-2002 годах он был преподавателем на факультете изобразительных искусств Тетовского университета, а в 2002-2005 профессором того же университета.
С августа 2006 по апрель 2007 год занимал пост министра культуры Республики Македонии.